# نجات غریق (فیلم ۱۹۷۶)
نجات غریق (انگلیسی: Lifeguard) یک فیلم است که در سال ۱۹۷۶ منتشر شد. از بازیگران آن می‌توان به سام الیوت، آن آرچر، پارکر استیونسون، و کاتلین کویینلان اشاره کرد.